# Chiesa dei Santi Vittore e Corona (Primiero San Martino di Castrozza)
La chiesa dei Santi Vittore e Corona è una chiesa cimiteriale a Tonadico, frazione di Primiero San Martino di Castrozza in Trentino. Appartiene alla parrocchia di San Sebastiano della zona pastorale della Valsugana e di Primiero nell'arcidiocesi di Trento e risale all'XI secolo.

## Storia

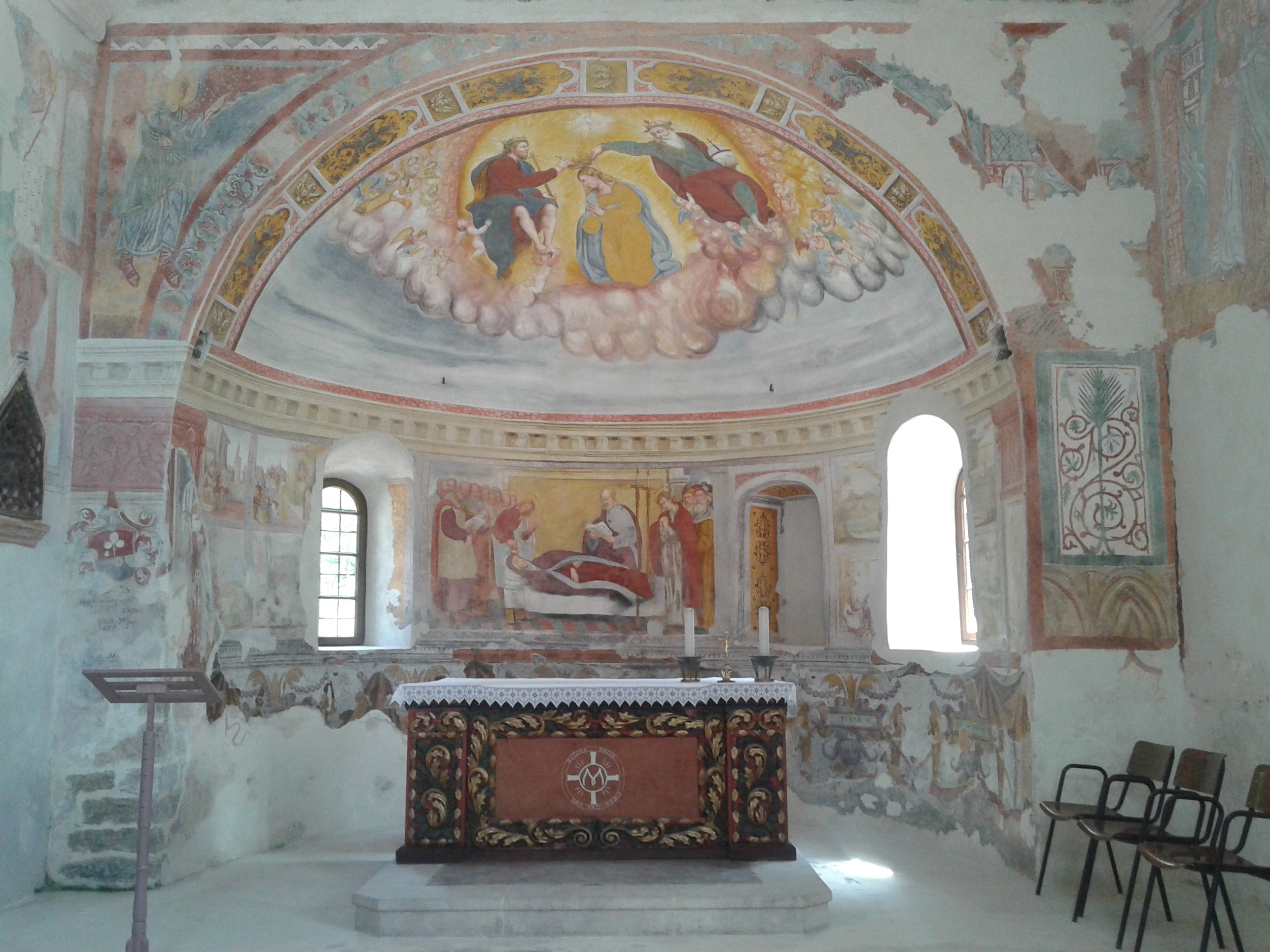
Zona presbiteriale della chiesa dei Santi Vittore e Corona.

L'edificio venne costruito nell'XI secolo in posizione dominante sul centro abitato di Tonadico e la prima documentazione che cita la chiesa risale al XIV secolo, e precisamente si trova in atti d'archivio datati 1344. La dedicazione fu per i Santi Vittore e Corona, patroni della diocesi di Feltre, a testimonianza che in quel momento storico l'intera area, sotto l'aspetto della giurisdizione ecclesiastica, dipendeva da quella diocesi. Fu solo nel 1786 che entrò a far parte della diocesi di Trento lasciando quella di Feltre. Accanto alla chiesa venne costruito già nei primi momenti il camposanto della comunità quindi in seguito, nel XVI secolo, l'edificio fu oggetto di rimaneggiamenti.

## Descrizione

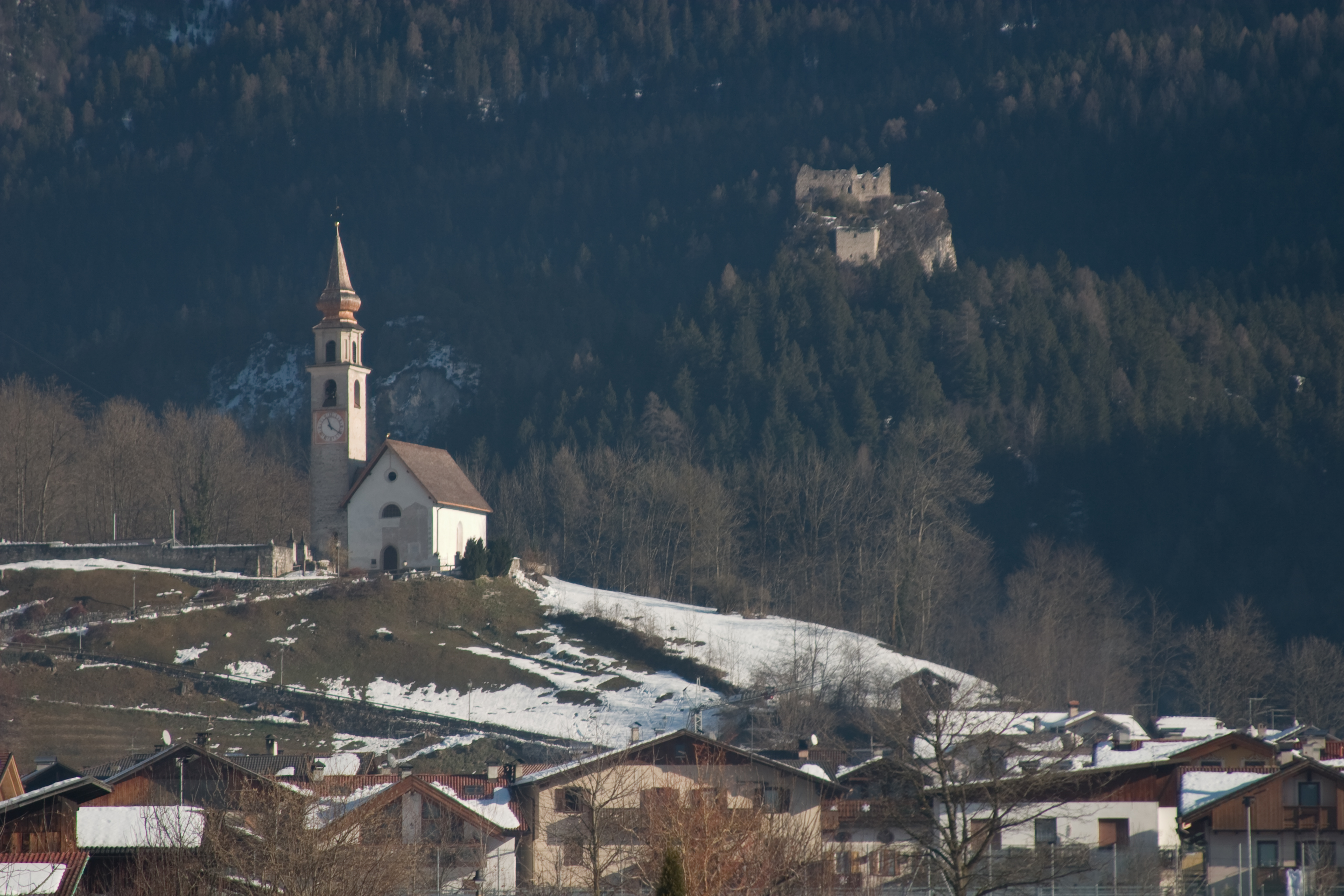
La chiesa e, sullo sfondo, Castel Pietra

### Esterni
La facciata della chiesa mostra orientamento tradizionale verso est. Si presenta con forma a capanna a due spioventi e conserva tracce di antichi affreschi, in particolare di un grande San Cristoforo. Il portale ha un arco ad ogiva e sopra di questo si trova una finestra a lunetta a sua volta sovrastata da un piccolo oculo strombato. La torre campanaria a fianco ha un piccolo accesso anteriore, al quale si arriva con una breve scalinata in pietra. La cella campanaria è doppia, su due piani sovrapposti, e sotto è presente un orologio. La copertura della cuspide della torre campanaria è ricoperta con le tipiche scandole in legno dell'architettuta alpina tradizionale.

### Interni
La navata interna è unica ed è impreziosita da un ciclo di affreschi importante riferibile a vari momenti storici. Ciò che ha reso difficile a lungo la definizione e la datazione dei dipinti all'interno è la loro stratificazione che si è verificata nel corso dei secoli. Sulla parete a sinistra immagini della vita di san Martino e un reliquiario in stile gotico con il braccio di san Vittore. Sulla parete destra importante Ecce Homo cinquecentesco attribuito a maestri germanici. Nella parte absidale, nell'angolo in alto a sinistra, è rappresentata l'Annunciazione, mentre nella parte centrale, sotto il catino, si trova la Morte di Maria compianta dagli Apostoli. Oltre agli affreschi su queste pareti sono rintracciabili numerosi graffiti del XVI e XVII secolo.